# Conférence Saint-Yves
 (juillet 2015).
Si vous disposez d'ouvrages ou d'articles de référence ou si vous connaissez des sites web de qualité traitant du thème abordé ici, merci de compléter l'article en donnant les références utiles à sa vérifiabilité et en les liant à la section « Notes et références ».
La Conférence Saint-Yves est un groupement professionnel d'avocats et de juristes catholiques travaillant et vivant au Grand-Duché de Luxembourg.

## Historique
Placée sous le patronage de Saint Yves Hélory de Kermartin, la Conférence Saint-Yves a été créée en 1916. Elle est la plus ancienne association de juristes au Luxembourg en fonctionnement (la Conférence du Jeune Barreau ayant été créée quelques années plus tard).
Elle est la seule confrérie catholique "de métier" encore active au Luxembourg. Il existait auparavant une confrérie pour les médecins (la Conférence Saint Luc) et une confrérie pour les enseignants (la Conférence Saint Augustin). La Conférence Saint-Yves entretient des liens historiques avec l'Association luxembourgeoise des Universitaires Catholiques.
La Conférence Saint-Yves est une association de fait depuis 1916. Son seul acte officiel est la nomination de l'aumônier par l'Archevêque de Luxembourg.

### Plus d'un siècle de présence au Luxembourg
Les étapes importantes dans l'histoire de la Conférence Saint Yves sont les suivantes:
- Création en 1916 au sein de l'Association des universitaires catholiques (de) (sous le nom de "Cercle Saint-Yves") ;
- Intégration de ses membres au sein de la Conférence du Jeune Barreau après quelques années d'activités ;
- En 1934, les juristes catholiques reprennent la tradition de célébrer la Saint-Yves ;
- En 1946 est fondée la Conférence Saint-Yves dans sa structure actuelle[8];
- A partir de 1952, les bulletins de la Conférence Saint-Yves sont publiés régulièrement[9];
- Publication du livre jubilaire de la Conférence Saint-Yves (1946-1986) de plus de 1000 pages[10];
- Les activités de la Conférence Saint-Yves ont été ralenties à la fin des années 1990 puis ont repris avec vigueur depuis 2012 avec la venue d'un nouveau Petit Comité (une conférence par mois et publications régulières)[11].

### Mission de la Conférence Saint-Yves
La Conférence Saint-Yves a pour double mission: 
(i) de participer à la vie juridique nationale - traiter des sujets juridiques importants pour la place financière, aborder des problématiques juridiques spécifiques et interagir avec les principaux acteurs juridiques luxembourgeois; et 
(ii) assurer une présence chrétienne dans la vie juridique luxembourgeoise.
En plus de cette double mission (faire du droit et rien que du droit / aumônerie d'avocats), la Conférence Saint-Yves s'efforce d'aider les personnes qui en font la demande de manière Pro Bono et également d'aider l’Église et ses structures (COMECE).
Tous les évènements de la Conférence Saint-Yves sont public et ils sont gratuits. Toute personne travaillant dans le secteur juridique (ou ayant fait des études en droit) peut-être membre de cette association. La Conférence Saint-Yves est apolitique et entièrement indépendante.

## Fonctionnement

### Le Petit Comité
La Conférence Saint-Yves dispose d'un petit comité qui est responsable de la gestion de l'association (composé d'un président, d'un aumônier, d'un vice-président, de secrétaire(s), et d'un trésorier, et de membre(s)).
L'actuel Petit Comité est composé d'une dizaine de personnes (juristes, avocats, magistrats, compliance officer, fonctionnaires internationaux…) de différentes nationalités, sexes et âges.
Le Petit Comité fonctionne sous le système de la cooptation (il est nécessaire d'être juriste et chrétien pratiquant). Son aumônier est désigné par l'Archevêque de Luxembourg.

### Activités
Tous les ans, la Conférence Saint-Yves se réunit notamment pour :
- des conférences et des formations sur des thèmes juridiques tous les mois (voir la liste des conférences depuis 2012). Les conférences sont gratuites et organisées dans un souci de pédagogie.

- la messe de la rentrée judiciaire dite « messe du Saint Esprit ».
- le banquet de la Saint-Yves. Chaque année, un orateur invité prononce un discours sur un sujet d'actualité. Les derniers orateurs étaient Michel Camdessus en 2013 (ancien directeur général du Fonds monétaire international), Pascal Lamy en 2014 (Président de l’Organisation mondiale du commerce jusqu’en 2013)[13], Dean Spielmann en 2015 (président de la Cour européenne des droits de l'Homme)[14], Jean-Baptiste de Franssu en 2016 (président de l'Institut pour les œuvres de religion), Monsieur Koen Lenaerts en 2017 (Président de la Cour de justice de l'Union européenne)[15], Monsieur Thomas Antoine  en 2018 Secrétaire général de l'Union Benelux, M. Klaus Regling en 2019 Managing Director du European Stability Mechanism, M. George Ravarani en 2022 (Vice-Président de la Cour européenne des droits de l'Homme), M. Paul Nihoul en 2023 (Juge au Tribunal de l'UE), et M. André Henkes en 2024 (Procureur Général d'Etat, Cour de Cassation de Belgique).
- des conférences sur des thèmes plus généraux (culture, diplomatie…) et également en lien avec le Christianisme.

### Les présidents et aumôniers de la Conférence Saint-Yves
Les anciens présidents de la Conférence Saint-Yves incluent notamment Robert Biever (lb) (qui a été Procureur Général d'État de 2010 à 2015), Lambert Dupong (Bâtonnier de l’Ordre des Avocats de 1981-1982), Lambert Schaus (Ministre) ou encore Pierre Pescatore (juge à la Cour de justice des Communautés européennes de 1967 à 1985). On retrouve également parmi les anciens présidents des fonctionnaires et des avocats. Les mandats des présidents sont d'une durée variable. Les derniers présidents ayant eu des mandats de plus de 10 ans.
La liste des présidents de 1916 à 1946 (section de la Katholischer Akademikerverein):
- Me Dupong, Me Adam, Me Bervard, 1916
- Me Neyens, M. Goergen, 1917

La liste des présidents depuis 1946 (confrérie autonome):
- Me Guill 1946 - 1952
- M. Pescatore 1952 - 1956
- Me Dupong 1956 – 1958
- Me Bech 1958 - 1964
- Me Dupong 1964 - 1966
- Me Delvaux 1966 - 1975
- Me Kraus 1975 - 1980
- Me Biever 1980 - 1985
- Me Delaporte 1986 -1995
- Me Schaack 1995 - 2001
- M. Thoma 2001 - 2012
- M. William Lindsay Simpson (depuis 2012)

La liste des aumôniers de la Conférence Saint-Yves
- Jean Hengen (en)
- Chanoine Weber
- Jean Hengen (en)
- Abbé Biver
- Chanoine Jean Ehret (depuis 1998)

Cette liste est disponible sur le tableau de confrérie affiché dans l'église Saint-Michel à Luxembourg-ville. Tous les noms des membres du Petit Comité sont disponibles dans l'annuaire diocésain (publié annuellement).

## Saint Yves à Luxembourg
Suivant la tradition, l'église Saint-Michel (dans la vielle ville de Luxembourg) est l'église « capitulaire » de la Conférence Saint-Yves. On y trouve actuellement la présence de trois "traces" de la Conférence Saint-Yves avec: 
- un tableau de confrérie retraçant tous les anciens et actuels présidents et aumôniers de l'association depuis 1916 ;
- une statue de saint-Yves[18] ;
- et un vitrail représentant Saint Yves.

Concernant la statue de saint Yves, elle a été érigée à la demande et à la suite d'une souscription des membres de la Conférence Saint-Yves en 1951 par le sculpteur Albert Hames de Rumelange et représente le saint Yves en habit de prêtre, tenant une sacoche contenant les rôles d’un procès et se tournant vers un pauvre.

## Publications
La Conférence Saint-Yves publie depuis 1956 un bulletin juridique, la Feuille de liaison de la Conférence Saint-Yves et d'autres publications plus ciblées (livre ou livret).
Elle publie des comptes-rendus des conférences juridiques qu'elle organise sur son site internet, dans les journaux luxembourgeois (Le Wort, AGEFI…), ou dans des revues juridiques spécialisées.

### Articles sur la Conférence Saint-Yves
- « Le double anniversaire et la mission de la Conférence Saint-Yves », Feuille de liaison de la Conférence Saint-Yves, no 52, décembre 1981.

- « Le rôle de la Conférence Saint-Yves dans la vie juridique luxembourgeoise », Legimag, no 20, décembre 2017.

- « Continuité et renaissance de l’association des avocats et des juristes au Luxembourg », ALUC Contact 2021-2.

### Articles récents
- « Un tableau de Piero della Francesca devient une clé pour comprendre notre société », Luxemburger Wort, 30 janvier 2025, (pages spéciales - Die Warte), pp. 8-9.
- « Quelle justice fiscale pour les personnes physiques au Luxembourg ? », AGEFI, janvier 2025, p.33.
- « Comprendre notre système juridique à travers l’œuvre de Pierre Legendre », site Telos-eu, 18 janvier 2025.
- « La paix : un horizon à redécouvrir », AGEFI, octobre 2024, p.13
- « Vers une redéfinition des rôles de l’OTAN, de l’UE et du Luxembourg », AGEFI, septembre 2024, p.17
- « Un procureur général à l’honneur au banquet de la Conférence Saint-Yves », AGEFI, juillet août 2024, p.36
- « De juge « bouche de la loi » à la justice climatique : quel rôle et quelles balises pour le juge de demain ? », Lëtzebuerger Land, 28 juin 2024, p. 25.
- « Le Pape François et la diplomatie du Saint-Siège », Luxemburger Wort, 31 mai 2024, pp. 22-3.
- « Connect Scotland and Luxembourg », AGEFI, April 2024, p. 36.

- « De la géopolitique orthodoxe », Lëtzebuerger Land, 15 mars 2024, p. 14.
- « L’héritage du Général de Gaulle », Luxemburger Wort, 8 février 2024, pp. 4-5.
- « Droit du travail et religion : la question des expressions religieuses dans l’entreprise », AGEFI, janvier 2024, p. 35.
- « Développements récents concernant les ASBL et fondations », AGEFI, novembre 2023, p. 40.
- « Le Pape François et le droit canon », Luxemburger Wort, 27 octobre 2023, p. 22.
- « L’héritage bourguignon au Luxembourg », revue Pays de Bourgogne, sept. 2023 (no 270), pp. 9-13.
- « Comment être résilient dans une société de plus en plus complexe ? », AGEFI, juillet 2023, p. 32.
- “Third-party litigation funding in Luxembourg : current practice and future developments”, Revue Pratique de Droit des Affaires 2023/19 Legitech, June 2023, pp. 37-47.
- « Catholic finance, an emerging practice with many possibilities », AGEFI, Mai 2023, p. 30.
- « Une histoire juridique de la Place », d’Lëtzebuerger Land, 10 février 2023, pp. 4-5.
- « Face aux banquiers des prétoires », Lëtzebuerger Land, 2 décembre 2022, p. 10.
- « Un modèle pour les Juristes Catholiques : Rosario Livatino - un appel à servir humblement le droit et la justice », Luxemburger Wort, 16 septembre 2022, p. 18.
- (de) Marc Jeck, « Von cannabis, reliquien und Mafiajägern », Luxemburger Wort,‎ 15 octobre 2021, p. 24 (lire en ligne).
- William Lindsay Simpson, « Pèlerinage à Minihy-Tréguier », Luxemburger Wort,‎ 7 juillet 2014 (lire en ligne).
- « Le nouveau programme : Formation, spiritualité et convivialité? », Luxemburger Wort,‎ 9 novembre 2013 (lire en ligne).